# 竺麐祥
竺麐祥（1864年—1925年），字靜符，號潯賦，奉化縣人，清朝政治人物。
光绪八年（1882）举人。光緒二十九年（1903年）尝任奉化凤麓学堂总教习，是蔣介石的老師。光緒三十年（1904年），會試第二百二十四名；殿試登進士三甲第二名，改庶吉士，散館授翰林院檢討。後進入日本法政大學速成班第五科。1925年去世。著有《毓秀草堂诗钞》。